# Охоронець (телесеріал)
«Охоронець» (англ. Bodyguard) — британський шестисерійний гостросюжетний драматичний телесеріал 2018 року від режисера та сценариста Джеда Меркуріо, спродюсований компанією World Productions для BBC. Сюжет розгортається навколо сержанта поліції Девіда Бадда (Річард Медден), ветерана війни британської армії, який страждає на посттравматичний стресовий розлад. Бадд працює в поліції Лондона, а саме в департаменті забезпечення безпеки королівської родини та членів уряду, де його призначають головним офіцером з охорони амбітного міністра внутрішніх справ Джулії Монтегю (Кілі Хоус), політичну діяльність якої він не схвалює. Серіал привертає увагу до таких суперечливих питань як державний моніторинг особистих даних та його регулювання, політика втручання уряду та тероризм, а також ПТСР.
Серіал почав транслюватися на BBC One 26 серпня 2018 року досягнувши найвищих показників переглядів нової драми від BBC в епоху багатоканального телебачення і найвищих показників переглядів BBC з 2008 року. У 2016 році BBC замовила серіал у тоді незалежної компанії World Productions. Оскільки компанія ITV Studios Global Entertainment придбала World Productions в 2017 році, вони займалися розповсюдженням серіалу. Netflix підписав угоду про трансляцію шоу за межами Великої Британії та Ірландії.
Серіал було схвально оцінено критиками, зокрема відзначено акторську гру Меддена. «Охоронець» отримав численні нагороди та номінації, зокрема він був номінований на премію «Золотий глобус» за найкращий телевізійний драматичний телесеріал, а Медден отримав «Золотий глобус» за найкращу чоловічу роль у драматичному телесеріалі. На 71-й церемонії вручення премії «Еммі» телесеріал було номіновано в категорії «Кращий драматичний серіал». Підтверджено розробку другого сезону.

## Сюжет
Девід Бадд в минулому — учасник воєнних дій в Афганістані. Через пройдені випробування він страждає від постравматичного стресового розладу, хоч йому і вдається це вдало приховувати. В новому житті він — сержант поліції і виховує двох дітей разом з дружиною, яка в минулому була військовою медсестрою.
Одного разу Девід випадково запобігає теракту в електричці. Після цього поліцейського, всупереч його бажанню, в нагороду призначають особистим охоронцем міністра внутрішніх справ Джулі Монтегю. Вона — сильна і розумна політикиня близько 40 років, прихильниця радикальної політики, яку Бред категорично не підтримує. Настільки, що обов'язок охороняти цю жінку стає мукою, адже саме через таких як вона прості британські хлопці перетворюються в розмінну монету в кривавих політичних іграх.

## Акторський склад
- Річард Медден — сержант Девід Бадд, старший офіцер захисту Спеціального підрозділу з охорони лондонської поліції[11]
- Кілі Хоус — Джулія Монтегю, Міністр внутрішніх справ Великобританії[11]
- Софі Рандл — Віккі Бадд, дружина Девіда[11]
- Джина Маккі — коммандор Енн Семпсон, керівник Антитерористичного відділення лондонської поліції[11]
- Вінсент Франклін — Майк Тревіс, член парламенту, Міністр з питань протидії тероризму[11]
- Піппа Гейвуд — головний суперінтендант Лоррейн Креддок, безпосередній керівник Девіда Бадда[11]
- Пол Реді — Роб Макдональд, спеціальний радник Міністра внутрішніх справ[11]
- Том Брук — Енді Апстед, друг Девіда Бадда, керівник антивоєнної організації[11]
- Ніколас Глівс — високоповажний Роджер Пеналігон, член парламенту, парламентський організатор Партії консерваторів, колишній чоловік Джулії Монтегю[11]
- Стюарт Боуман — Стівен Гантер-Данн, генеральний директор Служби безпеки Великобританії[11]
- Стефані Хаям — Шанель Дайсон, радник Міністра внутрішніх справ у зв'язках з громадськістю[11]
- Девід Вестхед — високоповажний Джон Вослер, член парламенту, Прем'єр-міністр Великобританії та лідер Консерваторів[11]
- Метт Стокоу — Люк Айкенс, керівник злочинного угруповання[11]
- Ніна Туссен-Вайт — детектив-сержант Луїз Рейберн, офіцер Антитерористичного відділення[11]
- Еш Тендон — детектив — головний інспектор Діпак Шарма, старший офіцер Антитерористичного відділення[11]
- Анджлі Мохіндра — Надя Алі, невдала терористка-смертниця[11]

## Сприйняття
На сайті-агрегаторі рецензій Rotten Tomatoes серіал має рейтинг 93% із середньою оцінкою 8,2/10 на основі 70 рецензій.
На Metacritic телесеріал отримав середню оцінку 79 зі 100 на основі 12 рецензій, що надало йому статус «загалом схвальні відгуки».